# Jan Bukáček
Jan Bukáček (22. ledna 1861 Jimramov – 19. dubna 1940 Brno) byl moravský soudce a senátní prezident u Nejvyššího soudu.

## Život
Narodil se v Jimramově, po studiu na německém gymnáziu v Moravské Třebové absolvoval právnickou fakultu v Praze a v roce 1885 po ukončení studií nastoupil u zemského soudu v Brně. Následně vystřídal řadu soudů v různých městech po celé Moravě, aby se v roce 1899 definitivně vrátil do Brna. V roce 1918 byl jmenován radou u Nejvyššího soudu, kde působil i v letech 1923–1931 jako senátní prezident (předseda senátu). Dne 5. října 1926 jej Nejvyšší soud zvolil náhradníkem Františka Vážného u Ústavního soudu, slib pak složil do rukou tehdejšího předsedy Ústavního soudu Karla Baxy 15. prosince téhož roku. Ve své funkci však skončil k 31. březnu 1931, kdy odešel do trvalé výslužby.